# Централя українських кооперативів Америки
Централя українських кооперативів Америки (ЦУКА) (англ. Ukrainian National Credit Union Association) — товариство, що виникло 31 березня 1957 року в Нью-Йорку під назвою Товариство української кооперації (ТУК) як центр українських кооперативів у США.

## Історія
ТУК було ініціатором і співорганізатором кількох кооперативних з'їздів і нарад у Канаді й США. З ініціативи ТУК 1973 року постала Українська світова кооперативна рада. 1974 року ТУК переіменовано на Централю українських кооперативів Америки.
Протягом 1990-тих і 2000-х років чимало провідників українських кооперативів США приїздили в Україну, щоб допомогти як консультанти у розвитку кредитування і загальної інфраструктури кооперативного руху в Україні.
Першим головою ТУК був І. Шепарович, з 1966 року — О. Плешкевич, з 1978 року — Роман Мицик (голови екзекутиви — В. Пушкар, Д. Григорчук). Осідок ТУК — Нью-Йорк, з 1966 року — Чикаго.